# Dmytro Worobej
Dmytro Serhijowycz Worobej, ukr. Дмитро Сергійович Воробей, biał. Дзьмітрый Сяргеевіч Варабей (ur. 10 maja 1985 w Mozyrzu, Białoruska SRR) – ukraiński piłkarz pochodzenia białoruskiego, grający na pozycji napastnika.

## Kariera piłkarska

### Kariera klubowa
Mając 15 lat wyjechał do Kijowa, gdzie został wychowankiem Szkoły Piłkarskiej Dynama Kijów. W 2001 roku rozpoczął karierę piłkarską w Borysfenie-2 Boryspol, dokąd był wypożyczony. W 2002 debiutował w trzeciej i w drugiej drużynie Dynama Kijów. W sezonie 2005/06 został wypożyczony do Arsenału Kijów i 17 lipca 2005 debiutował w Wyższej lidze. W 2006 przeszedł do Zorii Ługańsk, ale potem otrzymał kontuzję nogi i 28 sierpnia 2007 w Niemczech była zrobiona operacja na nodze piłkarza. W 2008 podpisał kontrakt z Illicziwcem Mariupol, ale przez niewykonanie warunków kontraktu rozerwał go i w sierpniu 2009 został piłkarzem Krywbasu Krzywy Róg. Nie potrafił przebić się do podstawowego składu Krywbasa, dlatego 1 sierpnia 2011 przeszedł do pierwszoligowego klubu Naftowyk-Ukrnafta Ochtyrka. Latem 2012 został zaproszony do Obołoni Kijów, a w marcu 2013 zasilił skład FK Połtawa. W 2014 grał w amatorskim zespole Kołos Zaczepyliwka. W końcu lipca 2016 został piłkarzem białoruskiego klubu Sławija Mozyrz.

### Kariera reprezentacyjna
Mimo iż urodził się na Białorusi, zdecydował się reprezentować Ukrainę. Debiutował w reprezentacji Ukrainy U-17. Na juniorskich Mistrzostwach Europy U-19 rozgrywanych w 2004 roku w Szwajcarii występował w reprezentacji Ukrainy. Następnie bronił barw reprezentacji Ukrainy U-21 w meczach kwalifikacyjnych. Jednak na turniej finałowy w Portugalii nie powołany przez Ołeksija Mychajłyczenkę.

## Sukcesy i odznaczenia

### Sukcesy reprezentacyjne
- brązowy medalista Europy U-19: 2004